# Цона Ази - Ареа Индустријале (Казерта)
Цона Ази - Ареа Индустријале је насеље у Италији у округу Казерта, региону Кампанија.
Према процени из 2011. у насељу је живело 94 становника. Насеље се налази на надморској висини од 49 м.